# Maximilian von Roehl

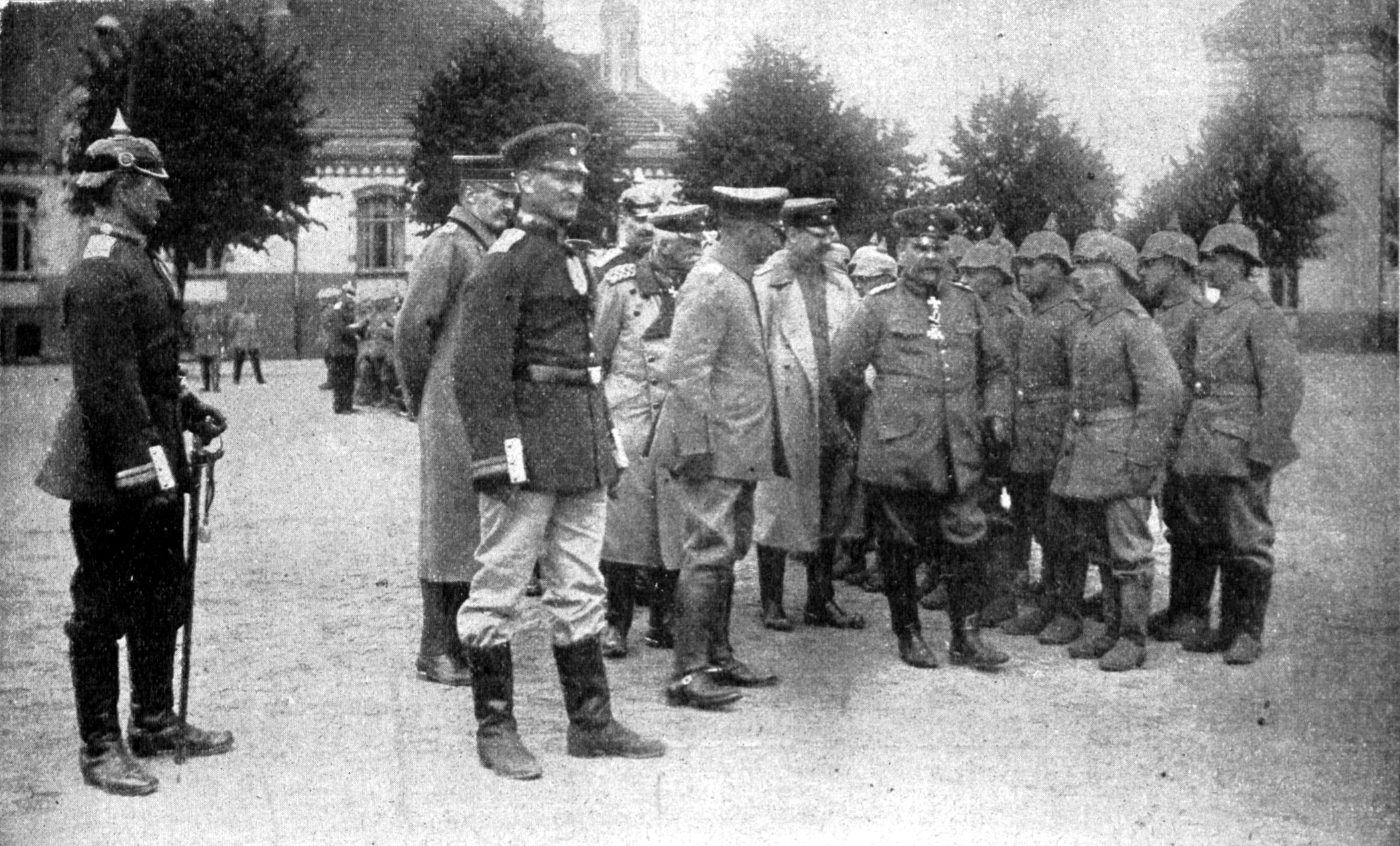
Abschreiten der Front des Ersatzbataillons der 162er

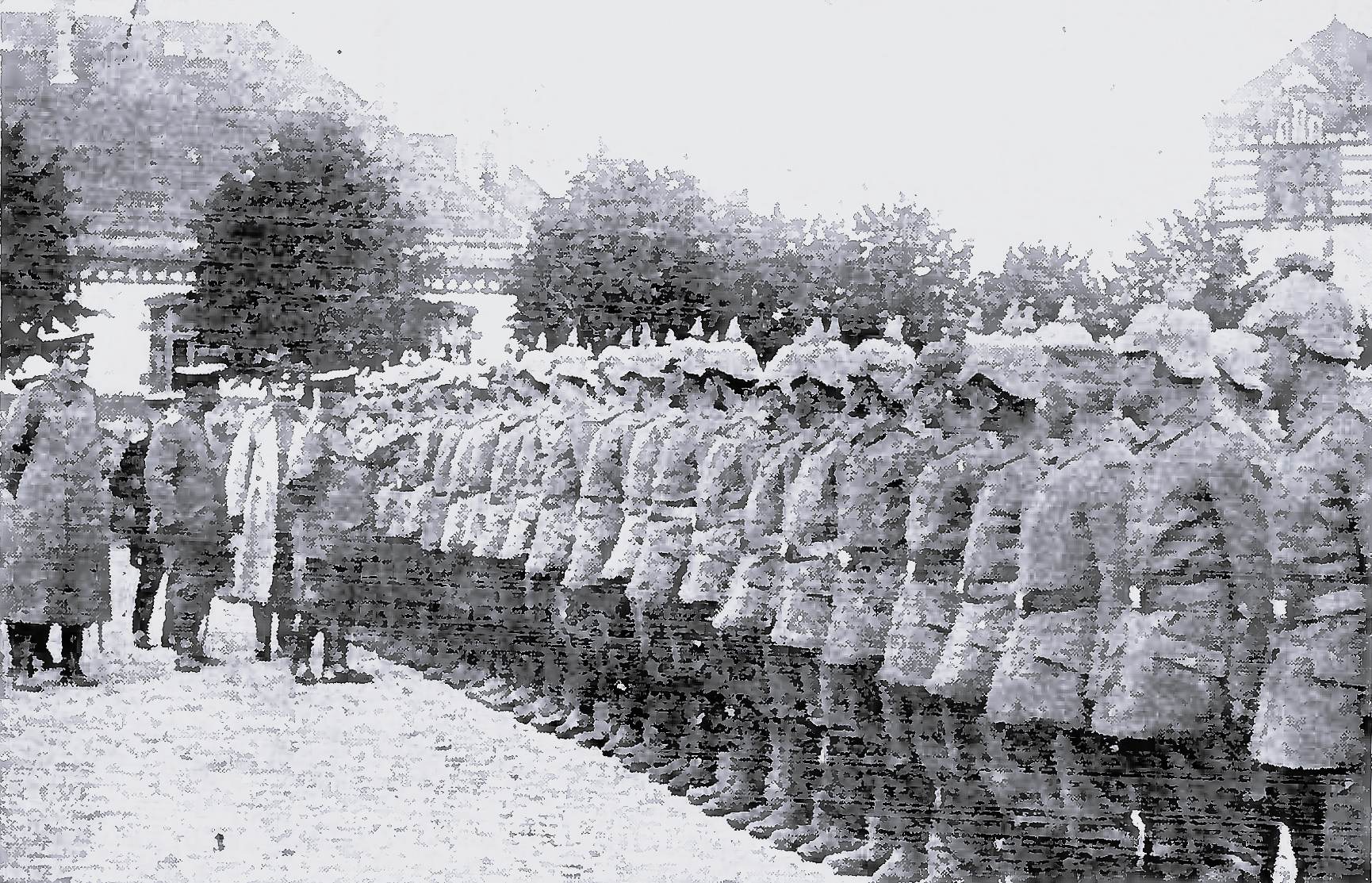
Militärische Besichtigung

Karl August Maximilian Roehl, seit 1912 von Roehl, (* 6. August 1853 in Stralsund; † 9. Juli 1922) war ein preußischer General der Artillerie.

## Leben

### Herkunft
Er war Sohn des preußischen Oberst Karl Johann August Roehl (1822–1890) und dessen Ehefrau Friederike Flora Schwing, verwitwete Picht (1815–1901).

### Militärkarriere
Roehl trat 1870 in das Niederschlesische Feldartillerie-Regiment Nr. 5 in Posen ein. Im Deutsch-Französischen Krieg nahm er seit dem 31. Dezember 1870 im Rang eines Sekondeleutnants teil. Von 1877 bis 1880 besuchte er die Militärakademie und wurde dort 1879 zum Premierleutnant befördert. Nachdem er einige Jahre zum Generalstab kommandiert und als Vermessungsdirigent bei der Landesaufnahme tätig gewesen war, wurde er nach seiner Ernennung zum Hauptmann in den Generalstab versetzt. Am 27. Januar 1890 wurde er zum Batteriechef im Schleswigschen Feldartillerie-Regiment Nr. 9 in Rendsburg. Unter der Beförderung zum Major im Folgejahr wurde Roehl als Generalstabsoffizier in die 21. Division nach Frankfurt am Main und ein Jahr später in das XI. Armee-Korps nach Kassel versetzt. 1895 wurde er zum Abteilungs-Kommandeur des Feldartillerie-Regiments Nr. 34 in Metz ernannt und 1896 zum Oberstleutnant befördert. Im Dezember 1897 kam er in den Stab des 2. Rheinischen Feldartillerie-Regiments Nr. 23 in Köln und wurde 1898 Chef des Generalstabs vom VI. Armee-Korps in Breslau. Schon ein Jahr später erfolgte seine Beförderung zum Oberst und kurz darauf, am 22. April 1902, seine Ernennung zum Kommandeur der 28. Feldartillerie-Brigade in Karlsruhe. Im Juni 1902 wurde er zum Generalmajor befördert. Mit seiner Beförderung zum Generalleutnant am 24. April 1906 rückte Roehl an die Spitze der 8. Division in Halle (Saale). Unter Verleihung des Charakters als General der Artillerie wurde er am 21. März 1910 mit der gesetzlichen Pension zur Disposition gestellt.
Am 27. Januar 1912 wurde Roehl in den preußischen Adelsstand erhoben.
Zu Beginn des Ersten Weltkriegs wurde Roehl als z.D.-Offizier wiederverwendet. Altersbedingt bekam er kein Frontkommando mehr. Im Heimatheer wurde er ab dem 2. August 1914 als Kommandierender General des Stellvertretenden Generalkommandos des IX. Armee-Korps in Altona mit dessen Leitung betraut. Anlässlich seines Rücktritts zum 1. Juni 1916 wurden seine Leistungen vom Kaiser mit der Verleihung des Roten Adlerordens I. Klasse mit Eichenlaub gewürdigt.

### Familie
1879 hatte sich Roehl in Berlin mit Ottililie Luise Klara Ester (* 1860) vermählt. Aus der Ehe gingen vier Töchter und drei Söhne hervor:
- Emily Frederike Caroline Albertine (* 11. Januar 1880) ⚭ 1903 Kurt Warnecke, Herr von Bartelshof bei Fürstenberg/Havel
- Auguste Johanna Eleonore (* 14. März 1882) ⚭ 1902 Wolfgang Richter
- August Wilhelm Max Otto (* 8. August 1886)
- Albert Rudolf Ernst Alex (* 9. Februar 1889)
- Adelheid Lucie (* 28. Februar 1892) Zwilling
- Martha Elisabeth (* 28. Februar 1892) Zwilling
- Bernhard Eduard Friedrich Emil (* 11. März 1899)